# Sparta Göttingen
Sparta Göttingen ist ein Sportverein aus Göttingen. Die erste Fußballmannschaft der Frauen nahm zweimal an der Endrunde um die Deutsche Meisterschaft teil. Die erste Fußballmannschaft der Männer spielte vier Jahre in der höchsten niedersächsischen Amateurliga.

## Geschichte
Der Verein wurde im Jahre 1970 gegründet, als eine von Fans des 1. SC Göttingen 05 gebildete Thekenmannschaft kommunale Sportplätze in Anspruch nehmen wollte. Da dies für Freizeitmannschaften nicht möglich war, wurde ein Verein gegründet. Die Mitglieder nahmen sich dabei nicht sonderlich ernst und bestimmten himbeerrosa-weiß zu den Vereinsfarben. Neben Fußball bietet der Verein auch Darts an.

## Frauenfußball

### Geschichte
Sparta Göttingen gehörte in den frühen 1970er Jahren zu den Pioniervereinen des niedersächsischen Frauenfußballs. Im Jahre 1972 gewannen die Spartanerinnen die erstmals ausgespielte niedersächsische Meisterschaft. Drei weitere Titel sollten folgen. Darüber hinaus wurde 1975 und 1976 der Niedersachsenpokal gewonnen. 1974 wurde erstmals eine deutsche Meisterschaft ausgespielt. Nach Niederlagen gegen den SC 07 Bad Neuenahr und den Bonner SC gelang zum Abschluss der Vorrunde ein Sieg über den Wiker SV. Zwei Jahre später erreichten die Spartanerinnen ihren größten Erfolg.
Zunächst setzte sich die Mannschaft gegen den SV Schlierstadt und den KBC Duisburg durch, ehe die Mannschaft im Halbfinale gegen Tennis Borussia Berlin mit 1:3 nach Verlängerung unterlag. Das Spiel um Platz drei wurde gegen den späteren Serienmeister TSV Siegen mit 2:1 gewonnen. In den folgenden Jahren verpasste die Mannschaft den Anschluss an die Spitzenmannschaften und gehörte 1986 nicht zu den Gründungsmitgliedern der Oberliga Nord. Im Jahre 2003 gelang der Aufstieg in die seinerzeit zweitklassige Regionalliga Nord. Ohne einen Sieg zu erringen, musste die Mannschaft sofort wieder absteigen und spielt seitdem in der viertklassigen Oberliga Niedersachsen-Ost.
Dort wurden die Göttingerinnen im Jahre 2015 Meister, verloren aber das Endspiel um die Niedersachsenmeisterschaft gegen den TV Jahn Delmenhorst mit 2:4. Im Jahre 2022 stiegen die Göttingerinnen in die Landesliga ab und mussten drei Jahre später den Gang in die Bezirksliga antreten.

### Erfolge
- Niedersachsenmeister: 1972, 1973, 1974, 1976
- Niedersachsenpokalsieger: 1975, 1976

## Männerfußball

### Geschichte
Die Männermannschaft schaffte im Jahre 1991 erstmals den Sprung in die Bezirksoberliga Braunschweig. Da die Mannschaft ständig ihre Leistungsträger an andere Vereine verlor, folgte vier Jahre später der Abstieg. In den Spielzeiten 1994/95 und 2000/01 gaben die Spartaner kurze Gastspiele in der Landesliga Braunschweig. Schon im Jahre 2002 kehrte die Mannschaft in die Landesliga zurück und schaffte ein Jahr später den Durchmarsch in die Niedersachsenliga Ost. Das Entscheidungsspiel gegen Blau-Weiß Bornreihe wurde mit 6:1 gewonnen.
Durch die Insolvenz des 1. SC Göttingen 05 wurde der Verein über Nacht zur sportlichen Nummer eins der Stadt. In der Aufstiegssaison 2003/04 belegte die Mannschaft auf Anhieb Rang sechs, musste aber in der Folgezeit gegen den Abstieg kämpfen. Im Jahre 2007 stiegen die Spartaner schließlich aus der Niedersachsenliga ab und verpassten zwei Jahre später in der Bezirksoberliga den Klassenerhalt. Als Vizemeister hinter dem FC Grone wurde der direkte Wiederaufstieg verpasst. Im Jahre 2011 wurde Sparta schließlich Bezirksligameister und stieg in die Landesliga Braunschweig auf, musste aber gleich wieder absteigen. Ein erneuter Aufstieg folgte im Jahre 2022, dem ebenfalls der direkte Wiederabstieg folgte.

### Erfolge
- Aufstieg in die Niedersachsenliga Ost: 2003
- Aufstieg in die Landesliga Braunschweig: 1991, 1994, 2000, 2002, 2011, 2022

## Persönlichkeiten
- Deji Beyreuther